# Hamadryas guatemalena
Hamadryas guatemalena là một loài bướm thuộc họ Nymphalidae. Nó được tìm thấy ở miền nam Bắc Mỹ tới miền trung Nam Mỹ.
Sải cánh dài 76–98 mm. Chúng bay quanh năm ở khu vực nhiệt đới trong phạm vi phân bố và vào tháng 8 trong khu vực ôn đới của phạm vi phân bố.
Ấu trùng ăn các loài Euphorbiaceae. Các thể trưởng thành ăn dịch trái cây thối và phân động vật.